# ثيباوت فيون
ثيباوت فيون (بالفرنسية: Thibaut Vion)‏ (11 ديسمبر 1993 في فرنسا - ) هو لاعب كرة قدم فرنسي في مركز الهجوم. شارك مع منتخب فرنسا تحت 19 سنة لكرة القدم ومنتخب فرنسا تحت 20 سنة لكرة القدم. أما مع النوادي، فقد لعب مع نادي ميتز وFC Porto B ‏ ونادي سيراين.

## روابط خارجية
- ثيباوت فيون على موقع قاعدة بيانات كرة القدم.إي يو (الإنجليزية)
- ثيباوت فيون على موقع Soccerway.com (الإنجليزية)
- ثيباوت فيون على موقع AS.com (الإسبانية)